# 末人
末人（まつじん、独: Letzter Mensch）は、フリードリヒ・ニーチェによる哲学によって用いられていた概念である。『ツァラトゥストラはこう語った』で述べられ、超人の対極にあり、最低の軽蔑すべき者とのことである。末人というのは社会において生きる大多数の中流市民ということになる。彼らは病気に罹ることと疑うということを罪して考えて生きている。そして互いが摩擦を起こさないように、ゆっくりと歩むようになる。彼らは貧しい訳でも、富んでいるわけでもなくこれらはいずれも煩わしいものであるとされる。人々がこのようになるのならば、誰かを統治しようと誰も思わなくなるし、他者に服従しようとも誰も思わなくなる。人々がこのようになれば社会には牧人はいなくなり誰もが平等であり、誰もが平等を望む社会ということでもある。末人の生き方というのは、ひたすら安楽を求めるということである。社会においての最高価値が信じられなくなりニヒリズムが広がってきたならば、人々は頑張らなくなり創造性を欠いた安楽を求める人間ばかりになるということであり、このような状態となった人間というのが末人ということである。